# Look (мініальбом)
Look (укр. Погляд) — мініальбом українського гурту «ONUKA», який презентували 15 травня 2014 року. Він став основою повноцінного альбому «Onuka», реліз якого відбувся 15 жовтня 2014 року. Одразу після виходу мініальбом посів перше місце в українському «iTunes».

## Список композицій
| #  | Назва                    | Тривалість |
| -- | ------------------------ | ---------- |
| 1. | «When I Met U»           | 4:04       |
| 2. | «Look»                   | 3:36       |
| 3. | «Misto»                  | 5:22       |
| 4. | «Time»                   | 5:41       |
| 5. | «Look» (Tigerskin Remix) | 7:10       |

## Історія релізу
| Регіон  | Дата           | Формат              | Поширювач      |
| ------- | -------------- | ------------------- | -------------- |
| Україна | 15 травня 2014 | Цифрова дистрибуція | Enjoy! Records |